# Риби (съзвездие)
Риби е съзвездие, видимо от северното полукълбо. То е част от зодиака и има астрологически знак .
В ясна и безлунна нощ в съзвездието „Риби“ могат да се видят с просто око около 75 звезди, но те са много слаби. Само 3 от тях са по-ярки от четвърта звездна величина. Съединени с линии, по-ярките звезди образуват характерна геометрична фигура на съзвездието „Риби“: остър ъгъл.
Името на съзвездието е превод от латинското му название – Pisces.